# Josef Haslinger
Josef Haslinger (* 5. července 1955 Zwettl ve Waldviertelu, Rakousko) je rakouský spisovatel. V německy hovořících zemích se proslavil zejména politickým thrillerem Opernball z roku 1995 a esejistickou tvorbou, u českých čtenářů silně rezonoval jeho román Jáchymov (2011) o věznění bývalých československých hokejových mistrů světa komunistickým režimem.

## Život
Josef Haslinger se narodil v dolnorakouském Zwettlu do rodiny statkáře. V mládí byl nucen vykonávat fyzicky náročnou práci, která se mu nejenže příčila, ale na kterou dle svých vlastních slov neměl ani potřebné fyzické parametry. Jeho raná rebelie se promítla i do výběru sezónních zaměstnání a brigád, mj. pracoval jako skladník, DJ a číšník. Studoval filosofii, divadelní vědu a germanistiku ve Vídni. Roku 1980 získal doktorát dizertací věnovanou Novalisově poetice.
V letech 1977 až 1992 spoluvydával literární časopis Wespennest. V 80. letech předsedal sdružení literátů Grazer Autorenversammlung. Od roku 1996 vyučuje jako profesor literární estetiky na Německém literárním institutu v Lipsku. Od roku 2013 je prezidentem německého PEN klubu.

## Dílo
Vydal prozatím osm prozaických děl. Jeho román Opernball (1995, Ples v opeře) líčí útok neonacistů na tradiční vídeňský ples v opeře s tragickými následky. Tento román byl roku 1998 zfilmován pod stejným názvem (režie: Urs Egger).
V roce 2000 vyšel jeho další román Vaterspiel, ve kterém se Haslinger zabývá komplikovaným vztahem otcem a syna. Tento román byl rovněž zfilmován (2009, režie: Michael Glawogger).
V románu Phi Phi Island (2007) zpracovává vlastní zážitky z rodinné dovolené v Thajsku o Vánocích roku 2004, kdy je na ostrově Ko Phi Phi zastihla ničivá tsunami. Rodina přírodní katastrofu přežila.
Jeho zatím poslední román Jáchymov (2011), který vyšel i česky, zpracovává tragický osud legendárního českého hokejového brankáře Bohumila "Bóži" Modrého. Roku 1950 byl Modrý zatčen a obžalován za velezradu. Svůj trest si odsloužil mj. v jáchymovských uranových dolech. Příběh je vyprávěn očima jeho dcery: „Jednoho dne stál náhle přede mnou kněz. Zeptal se: Co tady děláš? Modlím se, aby se můj tatínek vrátil. Kde je tvůj tatínek? Je ve vězení.“[zdroj?]

## Ocenění
- 1980: Cena Theodora Körnera (Theodor-Körner-Preis)
- 1982: Rakouské státní stipendium za literaturu
- 1984: Stipendium města Vídně (Förderpreis der Stadt Wien)
- 1989: Literární ocenění erostepost
- 1993/1994: Stipendium Eliase Canettiho
- 1994: Stipendium spolkové země Dolní Rakousy za literaturu
- 2000: Čestná cenu rakouského knižního obchodu za toleranci v myšlení a jednání (Ehrenpreis des österreichischen Buchhandels für Toleranz in Denken und Handeln)
- 2000: Cena města Vídně v oblasti literatury (Preis der Stadt Wien für Literatur)
- 2001: Cena LiteraTour Nord
- 2010: Literární stipendium města Mohuče (Mainzer Stadtschreiber)
- 2011: Literární cena Carla Ameryho
- 2011: Literární cena Rheingau

## Přehled děl

### Prozaická tvorba
- Der Konviktskaktus und andere Erzählungen (1980) - sbírka povídek
- Der Rauch im Wald (1981) - román
- Der Tod des Kleinhäuslers Ignaz Hajek (1985) - novela
- Die mittleren Jahre - Srednja leta (1990) - novela v dvojjazyčném německo-slovinském vydání
- Opernball (1995, Ples v opeře) - thriller
- Das Vaterspiel (2000)
- Zugvögel (2006, Tažní ptáci) - sbírka povídek, č. povídka fiona a ferdinand, přel. Magdalena Štulcová, vysíláno v ČRo 3, 12.11.2009.
- Phi Phi Island (2007, Ostrov Phi Phi)
- Jáchymov (2011), č. Jáchymov, přel. Libuše Čižmárová, Jota, 2012, 228 stran, ISBN 978-80-7462-082-9

### Eseje a přednášky
- Politik der Gefühle. Ein Essay über Österreich (1987), č. Politika pocitů, přel. Tomáš Dimter, vysíláno v ČRo 3, 15. 3. 2003
- Wozu brauchen wir Atlantis (1990, K čemu potřebujeme Atlantis) - eseje
- Das Elend Amerikas. Elf Versuche über ein gelobtes Land (1992, Utrpení Ameriky. Jedenáct pokusů o vychvalované zemi)
- Hausdurchsuchung im Elfenbeinturm (1996, Domovní prohlídka ve slonovinové věži) - esej
- Klasse Burschen (2001) - eseje

### Editorská činnost
- Wespennest - Sonderheft Romantik (1982) - speciální vydání časopisu wespennest (číslo 47) o romantismu
- Hugo Sonnenschein - Die Fesseln meiner Brüder (1984) - básně, vybráno společně s Karl-Markusem Gaußem
- Rot-Weiß-Buch (1988)